# Gouvernement El Otmani II
Ne doit pas être confondu avec Gouvernement El Otmani I.
Monarchie constitutionnelle
El Othmani I Akhannouch
Le gouvernement El Otmani II est le trente-deuxième gouvernement du Maroc depuis son indépendance en 1956. Il prend ses fonctions le 9 octobre 2019 et remplace le gouvernement El Othmani I.

## Historique et coalition
Le mercredi 9 octobre 2019, le roi Mohammed VI procéda à la nomination des membres du nouveau gouvernement. Il comprend 23 ministres et ministres délégués en plus du Secrétaire général du gouvernement.
Le gouvernement a subi un réaménagement dans son architecture pour une plus grande efficacité. Sa taille est inédite dans l'histoire récente du pays. Il compte six nouveaux profils pour renforcer les compétences, plusieurs femmes et jeunes. Les mots d'ordre sont efficacité, responsabilité et modernité.
Les nouveaux ministres sont : 
- Khalid Ait Taleb, Ministre de la Santé.
- Nouzha Bouchareb, Ministre de l'Aménagement du territoire, de l'urbanisme, de l'habitat et de la politique de la ville.
- Nadia Fettah Alaoui, Ministre du Tourisme, de l'artisanat, du transport aérien et de l'économie sociale.
- Mohamed Amakraz, Ministre de l'Emploi et de l'insertion professionnelle.
- Hassan Abyaba, Ministre de la Culture, de la jeunesse et des sports, porte-parole du gouvernement.
- Driss Ouaouicha, Ministre délégué chargé de l'Enseignement supérieur et de la recherche scientifique.

## Répartition des ministères

### Chef du gouvernement
| Image | Fonction             | Nom | Nom                 | Parti |
| ----- | -------------------- | --- | ------------------- | ----- |
|       | Chef du gouvernement |     | Saad Dine El Otmani | PJD   |

### Ministres
| Image | Fonction | Nom | Nom                    | Parti       |
| ----- | --- | --- | ---------------------- | ----------- |
|       | Ministre d’État chargé des Droits de l’Homme et des Relations avec le Parlement                                                                              |     | El Mostafa Ramid       | PJD         |
|       | Ministre de l’Intérieur |     | Abdelouafi Laftit      | Indépendant |
|       | Ministre des Affaires étrangères, de la Coopération africaine et des Marocains résidant à l’étranger                                                         |     | Nasser Bourita         | Indépendant |
|       | Ministre de la Justice |     | Mohamed Ben Abdelkader | USFP        |
|       | Ministre des Habous et des Affaires islamiques |     | Ahmed Toufiq           | Ind.        |
|       | Secrétaire général du gouvernement |     | Mohamed El Hajjoui     | Ind.        |
|       | Ministre de l’Économie, des Finances et de la réforme de l’Administration                                                                                    |     | Mohamed Benchaâboun    | RNI         |
|       | Ministre de l’Agriculture, de la Pêche maritime, du Développement rural et des Eaux et Forêts                                                                |     | Aziz Akhannouch        | RNI         |
|       | Ministre de l’Education nationale, de la Formation professionnelle, de l’Enseignement supérieur et de la Recherche scientifique Porte-parole du gouvernement |     | Saaïd Amzazi           | MP          |
|       | Ministre de la Santé |     | Khalid Aït Taleb       | Ind.        |
|       | Ministre de l’Industrie, du Commerce et de l’Économie verte et numérique                                                                                     |     | Moulay Hafid Elalamy   | RNI         |
|       | Ministre de l’Équipement, du Transport, de la Logistique et de l’Eau                                                                                         |     | Abdelkader Amara       | PJD         |
|       | Ministre de l’Aménagement du territoire national, de l’Urbanisme, de l’Habitat et de la Politique de la ville                                                |     | Nouzha Bouchareb       | MP          |
|       | Ministre du Tourisme, de l’Artisanat, du Transport aérien et de l’Économie sociale                                                                           |     | Nadia Fettah Alaoui    | RNI         |
|       | Ministre de l’Énergie, des Mines et de l'Environnement |     | Aziz Rabbah            | PJD         |
|       | Ministre de l’Emploi et de l’Insertion professionnelle |     | Mohamed Amakraz        | PJD         |
|       | Ministre de la Culture, de la Jeunesse et des Sports |     | Othman El Ferdaous     | UC          |
|       | Ministre de la Solidarité, du Développement social, de l’Égalité et de la Famille                                                                            |     | Jamila El Moussali     | PJD         |

### Ministres délégués
| Image | Fonction                                                                              | Ministre de rattachement | Nom | Nom                 | Parti       |
| ----- | ------------------------------------------------------------------------------------- | --- | --- | ------------------- | ----------- |
|       | Ministre délégué à l’Administration de la Défense nationale                           | Chef du gouvernement |     | Abdellatif Loudiyi  | Indépendant |
|       | Ministre délégué                                                                      | Ministre de l’Intérieur |     | Noureddine Boutayeb | Indépendant |
|       | Ministre délégué                                                                      | Ministre des Affaires étrangères et de la Coopération africaine, et des Marocains résidant à l’étranger                         |     | Mohcine Jazouli     | Indépendant |
|       | Ministre déléguée aux Marocains résidant à l’étranger et aux Affaires de la migration | Ministre des Affaires étrangères et de la Coopération africaine, et des Marocains résidant à l’étranger                         |     | Nezha El Ouafi      | PJD         |
|       | Ministre délégué à l’Enseignement supérieur et la Recherche scientifique              | Ministre de l’Éducation nationale, de la Formation professionnelle, de l’Enseignement supérieur et de la Recherche scientifique |     | Driss Ouaouicha     | Indépendant |

## Évolution de la composition du gouvernement

### Remaniement du 7 avril 2020
Sur proposition du chef du gouvernement, le roi Mohammed VI met fin aux fonctions du ministre de la Culture, de la Jeunesse et des Sports et porte-parole du gouvernement Hassan Abyaba, qui a été remplacé par Othman El Ferdaous qui assumera les fonctions de ministre, quant au portefeuille de porte-parole par le ministre de l'Education Saaïd Amzazi.

## Programme gouvernemental
Élaboré sur la base des contributions des partis de la coalition gouvernementale, le Programme Gouvernemental de la mandature parlementaire 2016-2021 a été présenté par Saad Dine El Otmani, le 19 avril 2017, puis adopté au Parlement le 26 avril 2017. Le Programme Gouvernemental comporte des objectifs et des réformes présentés sous la forme de 435 engagements (mesures) organisés en 5 axes principaux, comme suit:
- Premièrement : le soutien à l’option démocratique et aux principes de l’Etat de droit et la consécration de la régionalisation avancée ;
- Deuxièmement : le renforcement des valeurs d’intégrité, la réforme de l’Administration et la consécration de la bonne gouvernance ;
- Troisièmement : le développement du modèle économique et la promotion de l’emploi et du développement durable ;
- Quatrièmement : le renforcement du développement humain et de la cohésion sociale et territoriale ;
- Cinquièmement : le renforcement du rayonnement international du Maroc et la promotion, dans le monde, de ses causes justes.

Pour la première fois dans l'histoire du Maroc, Un Plan d’Exécution du Programme Gouvernemental est adopté déclinant le détail opérationnel des mesures du Programme Gouvernemental (actions, budget, responsables, programmation temporelle, interactions avec d’autres ministères,...). Il permet au Gouvernement de suivre de manière régulière les engagements pris ainsi qu'au Chef du Gouvernement de procéder aux arbitrages nécessaires. Les situations produites et rendues publiques sont aussi un outil de transparence et de reddition des comptes pour le citoyen en l'informant de manière régulière sur l'avancement de la mise en œuvre du Programme. Le suivi du programme est effectué par une delivery unit au sein du département du Chef du Gouvernement et une commission réunissant l'ensemble des ministres.

## Bilan
Sur la base des données disponibles à fin avril 2021, l’état d’avancement de la mise en œuvre du programme gouvernemental sur la base des données concernant 98% du portefeuille, se présente comme suit :
❑ 69 % des mesures ont été réalisées, sont un état avancé de réalisation ou sont réalisées en tant que mesures continues ;
❑ 24% sont en cours de réalisation ;
❑ 2% sont en phase de démarrage ;
❑ 5% connaissent des difficultés de réalisation ou ne sont pas encore entamées.

Le programme gouvernemental 2016-2021 comporte 38 objectifs chiffrés ayant une relation avec les aspects socio-économique de la vie des citoyens. Le gouvernement a communiqué à plusieurs reprises pour présenter les efforts déployés pour atteindre ces objectifs. En effet, 34% des objectifs cibles du programme du gouvernement ont été réalisés et 32% connaissent un niveau de réalisation très avancée. En revanche, 13 % des objectifs connaissent un rythme de réalisation moyen et 18% des objectifs connaissent un rythme de réalisation relativement faible, principalement sous l’effet de la pandémie.